# Cliquet de Muller

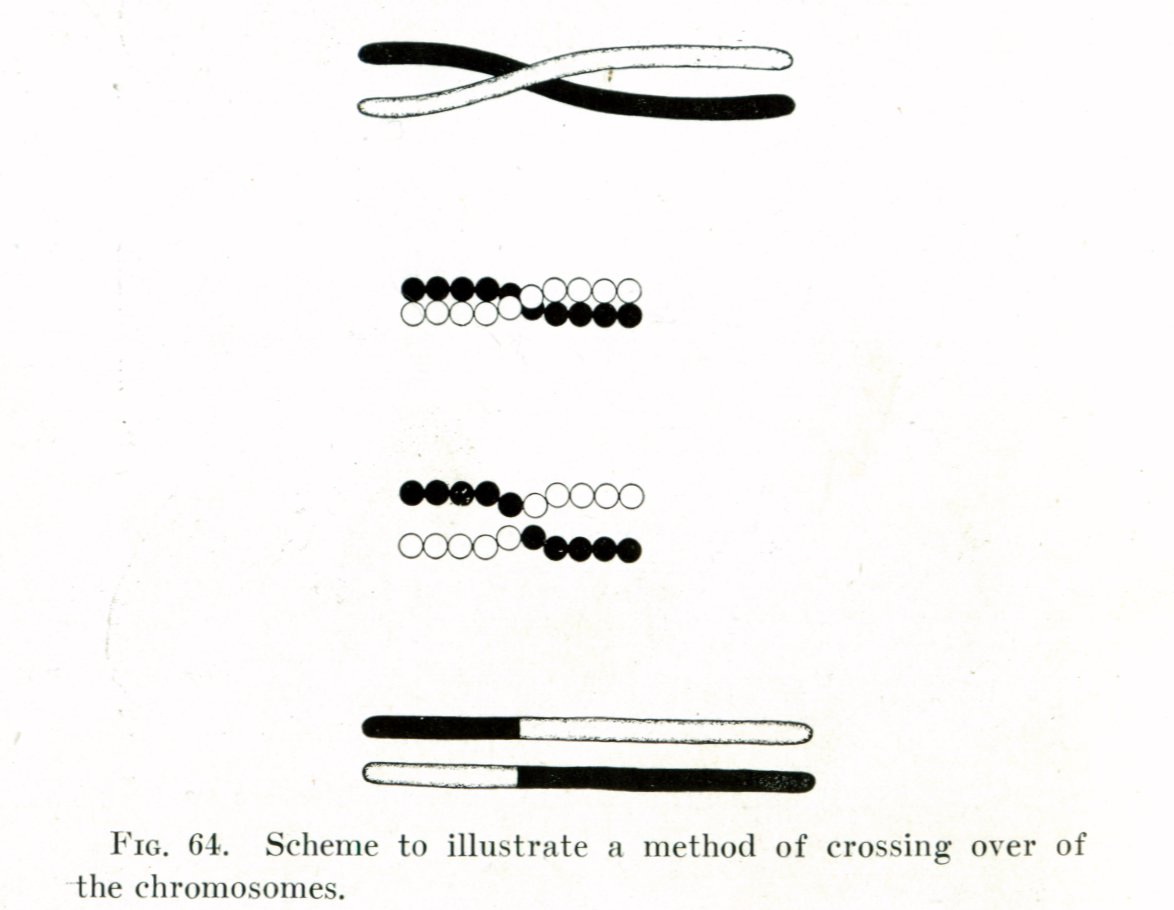
Illustration du croisement de chromosomes lors de la recombinaison génétique.

Le « cliquet de Muller » est une hypothèse, proposée en 1932 par le généticien américain Hermann Joseph Muller, qui se fonde sur le fait que des mutations défavorables se produisent régulièrement dans toutes les espèces vivantes. L'accumulation des séquences défavorables au sein d'une lignée se reproduisant par multiplication asexuée aboutirait à sa disparition,, au contraire de celle pratiquant une reproduction sexuée. Chez cette dernière, la sélection naturelle arriverait à ne conserver dans les populations que des individus qui ne portent pas de mutations défavorables, c'est-à-dire celles qui les élimineraient par recombinaison génétique dues à ce mode de reproduction.
Cette hypothèse ne prend pas en compte le fait que « les populations naturelles ne sont pas infinies. À chaque génération, un nombre restreint de descendants est produit, et donc un nombre restreint de génotypes. Par conséquent, il arrive régulièrement que les génotypes qui portaient le moins de mutations défavorables dans la génération précédente ne soient plus représentés dans la génération suivante, juste par le fait du hasard des types de génotypes produits. »
L'hypothèse de Muller ne prend pas non plus en compte le phénomène de transfert horizontal de gènes permettant à un organisme asexué aussi bien que sexué d'acquérir de nouveaux gènes lesquels peuvent interagir avec les gènes mutés. Cet apport de gènes étrangers a été mis en évidence chez les rotifères bdelloïdes. De même, une mutation sur un gène peut être défavorable au départ et finir par avoir un effet bénéfique si elle est accompagnée d'autres mutations concernant soit le même gène, soit l'allèle correspondant soit tout autre gène du génome. Chez les rotifères bdelloïdes, l'accumulation de mutations sur deux allèles les ont conduits à diverger en deux gènes différents qui travaillent de concert pour préserver l'organisme de la déshydratation.